# قمبود كاليفورني
قمبود كاليفورني (الاسم العلمي: Campodea californiensis) هو نوع من الحيوانات يتبع جنس القمبود من فصيلة القمابيد.